# Double Aught
Double Aught foi uma empresa de software fundada por vários ex-membros da equipe da Bungie (antes da aquisição da Microsoft pela Bungie). Fundando a empresa eram Greg Kirkpatrick, Chris Geisel, Jihan Kim, Randy Reddig, Colin Kawakami e David Longo. A empresa foi formada no Brooklyn antes do lançamento em 1996 de Marathon Infinity, o terceiro lançamento na trilogia Marathon de jogos eletrônicos.
A Double Aught foi responsável por criar o monstro, física e armas para o cenário de Blood Tides of Lh'owon no jogo, usando as novas ferramentas de edição que foram posteriormente lançadas com o jogo.
Após o lançamento de Marathon Infinity, foi dito que a empresa estava desenvolvendo outro jogo, Duality, mas desistiu antes que pudesse ser lançado. A Double Aught nunca lançou um jogo após o envolvimento com Marathon.